# Route nationale 40b
La route nationale 40b (RN 40b o N 40b) è stata una strada nazionale del dipartimento della Somme che partiva da Forest-Montiers e terminava a Rue. Rappresentava un collegamento tra la N1 e la N40. Nel 1972 venne completamente declassata a D32.